# 알레한드로 파우를린
알레한드로 다미안 파우를린(Alejandro Damián Faurlín, 1986년 8월 9일 ~ )은 아르헨티나의 전 축구 선수이다. 과거 미드필더로 활약했으며, 2003년 FIFA U-17 세계 축구 선수권 대회에 아르헨티나 U-17 대표팀 자격으로 출전한 경험이 있다.

## 수상

#### 클럽
퀸스 파크 레인저스
- 풋볼 리그 챔피언십: 2010-11

### 개인
- 퀸스 파크 레인저스 올해의 선수: 2010